# Трамбле, Жиль (хоккеист)
Жиль Трамбле́ (фр. Gilles Tremblay; 18 декабря 1938, Монморанси, Квебек — 26 ноября 2014, Репантиньи, Квебек) — канадский профессиональный хоккеист (левый нападающий) и хоккейный комментатор. За девять сезонов в составе «Монреаль Канадиенс» Трамбле четырежды выигрывал с командой Кубок Стэнли, а в качестве комментатора был удостоен Памятного приза Фостера Хьюитта от Зала хоккейной славы.

## Игровая карьера
Жиль Трамбле, уроженец квебекского городка Монморанси (ныне в составе Квебек-Сити), вырос в семье, где кроме него было ещё 13 детей. Он добился успехов в спорте несмотря на астму, из-за которой на протяжении карьеры ему приходилось регулярно принимать кортизон. В детстве Жиль мечтал о горнолыжной карьере, но в семь лет перелом ноги заставил его отказаться от этих планов. Следующей зимой он впервые вышел на лёд в коньках одной из своих сестёр.
В 1956—1959 годах Трамбле выступал в юношеских любительских лигах с командой «Оттава-Халл Канадиенс», в свой второй сезон под руководством Сэма Поллока и Скотти Боумена завоевав с ней Мемориальный кубок. Свой первый профессиональный сезон он провёл в 1959/1960 году, забросив 32 шайбы в Восточной профессиональной хоккейной лиге, и уже в середине следующего сезона перешёл в НХЛ. Дебют Трамбле в НХЛ состоялся 12 ноября 1960 года, когда в 22 года он вышел на лёд в составе клуба «Монреаль Канадиенс» в одной тройке с будущими членами Зала хоккейной славы Бернаром Жеффрионом и Жаном Беливо, в первом же матче получив задачу опекать звезду «Детройт Ред Уингз» Горди Хоу.
Трамбле продолжал выступать за одну и ту же команду до самого конца игровой карьеры, которую травмы и астма оборвали в возрасте 31 года (по собственным словам Трамбле, он постоянно курсировал между катком и больницей), завоевав с ней четыре Кубка Стэнли за период с 1965 по 1969 год. Самым результативным в карьере Трамбле стал второй сезон с «Канадиенс», за который он забросил 32 шайбы — всего на одну меньше, чем лучший бомбардир команды Клод Прово, а ещё четыре раза в его активе было больше двадцати голов за регулярный сезон. При этом, как отмечает его сокомандник Режан Уль, Трамбле не только был хорошим нападающим, но и надёжно играл в защите. Вслед за Горди Хоу ему приходилось регулярно опекать и других сильных правых нападающих. Дважды — в 1965 и 1967 годах — он участвовал в матчах всех звёзд НХЛ.
| 1956-57          | Оттава-Халл Канадиенс | OHA-junior         | 18  | 3   | 4   | 7   | 12  | -  | - | -  | -  | - |
| 1956-57          | Оттава-Халл Канадиенс | EOHL               | 8   | 0   | 2   | 2   | 2   | -  | - | -  | -  | - |
| 1956-57          | Оттава-Халл Канадиенс | LHQ                | 14  | 2   | 1   | 3   | 0   | -  | - | -  | -  | - |
| 1956-57          | Оттава-Халл Канадиенс | Мемориальный кубок | -   | -   | -   | -   | -   | 15 | 5 | 4  | 9  | 4 |
| 1957-58          | Оттава-Халл Канадиенс | EOHL               | 36  | 13  | 19  | 32  | 10  | -  | - | -  | -  | - |
| 1957-58          | Оттава-Халл Канадиенс | OHA junior         | 27  | 15  | 12  | 27  | 6   | -  | - | -  | -  | - |
| 1957-58          | Оттава-Халл Канадиенс | Мемориальный кубок | -   | -   | -   | -   | -   | 13 | 6 | 11 | 17 | 6 |
| 1958-59          | Оттава-Халл Канадиенс | EOHL               | 3   | 1   | 0   | 1   | 4   | 3  | 1 | 0  | 1  | 0 |
| 1958-59          | Рочестер Американс    | АХЛ                | 3   | 1   | 1   | 2   | 2   | -  | - | -  | -  | - |
| 1958-59          | Оттава-Халл Канадиенс | Мемориальный кубок | -   | -   | -   | -   | -   | 9  | 3 | 5  | 8  | 6 |
| 1959-60          | Оттава-Халл Канадиенс | EPHL               | 67  | 32  | 51  | 83  | 45  | 7  | 4 | 3  | 7  | 8 |
| 1960-61          | Оттава-Халл Канадиенс | EPHL               | 14  | 9   | 11  | 20  | 12  | -  | - | -  | -  | - |
| 1960-61          | Монреаль Канадиенс    | НХЛ                | 45  | 7   | 11  | 18  | 4   | 6  | 1 | 3  | 4  | 0 |
| 1961-62          | Монреаль Канадиенс    | НХЛ                | 70  | 32  | 22  | 54  | 28  | 6  | 1 | 0  | 1  | 2 |
| 1962-63          | Монреаль Канадиенс    | НХЛ                | 60  | 25  | 24  | 49  | 42  | 5  | 2 | 0  | 2  | 0 |
| 1963-64          | Монреаль Канадиенс    | НХЛ                | 61  | 22  | 15  | 37  | 21  | 2  | 0 | 0  | 0  | 0 |
| 1964-65          | Монреаль Канадиенс    | НХЛ                | 26  | 9   | 7   | 16  | 16  | -  | - | -  | -  | - |
| 1965-66          | Монреаль Канадиенс    | НХЛ                | 70  | 27  | 21  | 48  | 24  | 10 | 4 | 5  | 9  | 0 |
| 1966-67          | Монреаль Канадиенс    | НХЛ                | 62  | 13  | 19  | 32  | 16  | 10 | 0 | 1  | 1  | 0 |
| 1967-68          | Монреаль Канадиенс    | НХЛ                | 71  | 23  | 28  | 51  | 8   | 9  | 1 | 5  | 6  | 2 |
| 1968-69          | Монреаль Канадиенс    | НХЛ                | 44  | 10  | 15  | 25  | 2   | -  | - | -  | -  | - |
| За карьеру в НХЛ | За карьеру в НХЛ      | За карьеру в НХЛ   | 509 | 168 | 162 | 330 | 161 | 48 | 9 | 14 | 23 | 4 |

## Работа на телевидении
Вскоре после завершения игровой карьеры, в начале 70-х годов, Жиля Трамбле пригласили сотрудничать с «Радио-Канада» — франкоязычным филиалом CBC в качестве хоккейного аналитика в студии. Как вспоминал сам Трамбле, в начале ему было трудно перестроиться: 

Когда я начинал, это было как будто я снова на скамейке «Канадиенс», как будто я играю. Я говорил о МОЕЙ синей линии, о НАШИХ воротах.Оригинальный текст (фр.)Quand j'ai commencé, c'était exactement comme si j'étais encore au banc du Canadien ou que je jouais. Je parlais de MA ligne bleue, derrière NOTRE filet.
Однако работа с лучшими мастерами телевизионного спортивного репортажа, такими, как Рене Лекавалье, Ришар Гарно и другие, помогла Трамбле в профессиональном росте. В итоге он проработал как аналитик в программе La Soirée du hockey 27 лет, в 2002 году удостоившись от Зала хоккейной славы Памятного приза Фостера Хьюитта, вручаемого за высокий профессионализм в области теле- и радиовещания.
Под конец жизни астма особенно досаждала Трамбле, принимавшего по десятку таблеток ежедневно. Кроме того, в последние годы жизни у него диагностировали колоректальный рак. Жиль Трамбле умер в возрасте 75 лет, в ноябре 2014 года.